# Théo Pourchaire
Théo Pourchaire (Grasse, 20 augustus 2003) is een Frans autocoureur. Vanaf 2019 maakt hij deel uit van de Sauber Academy, het opleidingsteam van het Formule 1-team van Sauber. In 2023 werd hij kampioen in de Formule 2.

## Carrière

### Karting
Pourchaire begon zijn autosportcarrière in het karting in 2010, waar hij tot 2017 in uitkwam. In 2013 werd hij kampioen in het Franse Minime-kampioenschap, wat hij in 2014 herhaalde in de Cadet-klasse. In 2015 won hij de Cadet-klasse van de National Series Karting. In 2016 werd hij nationaal kampioen in de OK Junior-klasse en maakte hij ook zijn internationale debuut met derde plaatsen in het Duitse kampioenschap en het wereldkampioenschap in dezelfde klasse. In 2017 won hij een race in het Europese OK-kampioenschap en werd hij derde in de South Garda Winter Cup.

### Formule 4
In 2018 stapte Pourchaire over naar het formuleracing, waarin hij debuteerde in het Franse Formule 4-kampioenschap. Aangezien hij nog geen zestien jaar was, kwam hij niet in aanmerking voor punten in het hoofdkampioenschap en telden zijn resultaten enkel voor de juniorklasse. Hierin won hij 16 van de 21 races en werd daardoor overtuigend kampioen in de klasse met 408,5 punten. Tevens behaalde hij een algehele race-overwinning in de tweede race op Spa-Francorchamps.
In 2019 maakte Pourchaire de overstap naar het ADAC Formule 4-kampioenschap, waarin hij uitkwam voor het team US Racing-CHRS. Daarnaast werd hij door het Formule 1-team Sauber, dat op dat moment bekend stond onder de naam Alfa Romeo, opgenomen in hun talentenprogramma. Hij won vier races op de Red Bull Ring, de Nürburgring (tweemaal) en de Sachsenring en stond daarnaast in acht andere races op het podium. Met 258 punten werd hij gekroond tot kampioen in de klasse, met slechts zeven punten voorsprong op nummer twee Dennis Hauger.

### Formule 3
In 2020 maakte Pourchaire zijn Formule 3-debuut in het FIA Formule 3-kampioenschap, waarin hij uitkwam voor ART Grand Prix. Hij behaalde zijn eerste zege op de Red Bull Ring nadat hij profiteerde van een ongeluk tussen de leiders Liam Lawson en Jake Hughes, en in de daaropvolgende race op de Hungaroring behaalde hij zijn tweede zege. Gedurende het seizoen stond hij in zes andere races op het podium, waaronder de laatste vier races van het seizoen. Met 161 punten werd hij tweede in de eindstand, met slechts drie punten achterstand op Oscar Piastri. Aan het eind van het jaar maakte hij zijn Formule 2-debuut bij het team BWT HWA Racelab tijdens de laatste twee raceweekenden op het Bahrain International Circuit als vervanger van Jake Hughes.

### Formule 2
In 2021 maakte Pourchaire zijn fulltime Formule 2-debuut bij ART Grand Prix. Hij behaalde de pole position en de overwinning op het Circuit de Monaco en behaalde een tweede zege op het Autodromo Nazionale Monza. In de rest van het seizoen finishte hij alleen op het Sochi Autodrom op het podium, maar hij finishte wel in bijna alle andere races in de top 10. Met 140 punten eindigde hij op de vijfde plaats in het kampioenschap.
In 2022 bleef Pourchaire actief in de Formule 2 bij ART. Hij kende een goede start van het seizoen met overwinningen in Bahrein en op het Autodromo Enzo e Dino Ferrari en ging op dit punt aan de leiding in het kampioenschap. In de rest van het seizoen had hij veel mechanische pech en won hij enkel nog op de Hungaroring. Naast zijn zeges boekte hij nog vier podiumplaatsen, waardoor hij met 164 punten achter Felipe Drugovich tweede werd in het klassement.
In 2023 reed Pourchaire een derde seizoen in de Formule 2 bij ART. Hij won de eerste hoofdrace van het seizoen in Bahrein, wat zijn enige zege van het seizoen bleek te zijn. In de rest van het seizoen behaalde hij nog negen podiumfinishes. In de laatste race van het seizoen op het Yas Marina Circuit werd hij gekroond tot kampioen in de klasse met 203 punten, elf meer dan zijn concurrent Frederik Vesti.

### Formule 1
Pourchaire maakte zijn Formule 1-debuut voor Alfa Romeo-Ferrari tijdens de eerste vrije training van de Grand Prix van de Verenigde Staten op 21 oktober 2022. Hij reed een tijd van 1:40.175 en werd daarmee achttiende.

### Super Formula
In 2024 stapte Pourchaire over naar de Super Formula in Japan, waarin hij voor het Itochu Enex Team Impul rijdt.